# 蒲焼さん太郎

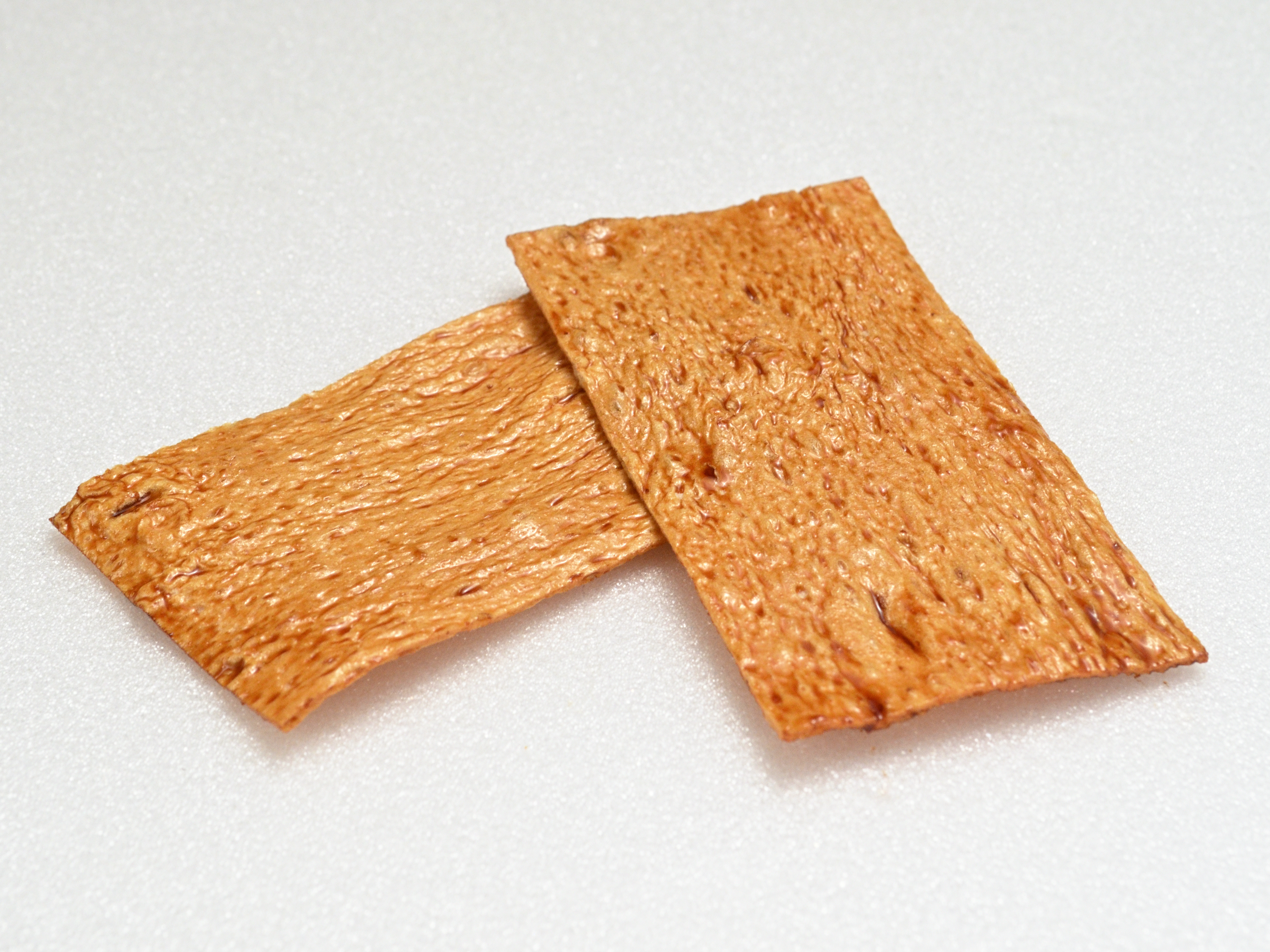
蒲焼さん太郎の参考画像

蒲焼さん太郎（かばやきさんたろう）は、株式会社菓道が製造・販売する駄菓子である。

## 原材料
パッケージにはうなぎの蒲焼のイメージ写真が印刷されているが、実際にはスケトウダラのすり身が原材料である。圧縮して焼き固められているため、非常に堅い食感となっている。

## 市場価格

### 基本価格
小売店では製品の入った平板な赤い袋が1枚ずつ並べられており、1枚約10円で販売されている。小口の袋詰めされたものが60枚で1袋となっており、約600円で販売されているが、卸売用として設定されており、小売店で目にすることは少ない。60枚が入った袋は、透明なプラスチックのパックに、10段ずつ6列に並べられて格納されている。さらにこのパックをいくつか並べてダンボールに入れた、カートンという販売単位があるが、卸売市場関係者以外ではまず目にしない。但し、近年の駄菓子ブームにより、10枚から30枚程度入ったパッケージがスーパーやコンビニ等で販売されているようである。

### 値上げ価格
2008年9月頃に、内容量が減らされていた事があった。また、一時的に20円になったこともあった。